# Maja Stipančević
Maja Stipančević (* 7. Mai 1994 in Nova Gradiška) ist eine kroatische Fußballspielerin.

## Karriere

### Verein
Stipančević startete ihre Karriere in der Jugend des ŽNK Viktorija Slavonski Brod. Sie spielt seit 2011 in der ersten Mannschaft von Viktorija in der 1. HNL und absolvierte für ihren Verein, bislang 29. Erstligaspiele in der höchsten kroatischen Frauenfußballliga.

### Nationalmannschaft
Stipančević gab ihr A-Länderspiel Debüt im Alter von nur 15 Jahren, am 21. August 2009 gegen die Bosnisch-herzegowinische Fußballnationalmannschaft der Frauen.

## Persönliches
Ihre ältere Schwester Valentina (* 1992) absolvierte auch einige Länderspiele für die Kroatische Fußballnationalmannschaft der Frauen.